# Pasusukan
Pasusukan is een bestuurslaag in het regentschap Batang van de provincie Midden-Java, Indonesië. Pasusukan telt 1310 inwoners (volkstelling 2010).